# 佐藤満 (実業家)
佐藤 満（さとう みつる, 1943年 - ）は日本の経営者。京都府出身。

## 来歴
1943年 京都府に生れる。1967年、立命館大学法学部卒業後、商社に勤務。卒業年には世界38ヵ国を巡る無銭旅行をおこなう。
1973年6月、本田技研工業へ入社。最初の配属先は中南米課。主に海外マーケット開拓に尽力。1985年3月からホンダ・タイランド社長兼CEOとして出向。1990年4月、ホンダクリオ愛知北社長、以後、ホンダ本社の輸入車部長、ホンダトルコの自動車生産販売プロジェクト責任者を担当。
海外マーケットでの成果が認められ、1994年3月にフォルクスワーゲン アウディ 日本（現・フォルクスワーゲングループジャパン）の社長に就任。
1998年9月からは、ゼネラルモーターズジャパンの代表取締役社長兼GMアジア太平洋地域戦略会議メンバーに就任した。日本人として最初の社長となった。2001年8月には、ゼネラル・モーターズ・アジア・パシフィック・ジャパン株式会社の会長に就任。2002年3月31日同社を辞任した。
2002年、（有）佐藤満国際経営・農業研究所を設立し、代表取締役社長を勤める。

## 主な著書
- 「壁を破る発想法」（日経BP社）
- 「冒険心をもとう」（ダイヤモンド社）